# Hotel Álamo
El Hotel Álamo (en inglés: Alamo Hotel) es un edificio en Colorado Springs, en Colorado, Estados Unidos, que se enumera en la lista nacional de lugares históricos de ese país. El hotel fue construido en 1890 y luego reformado en 1899. Sirvió como parada en el camino para los viajeros y los vendedores. 